# Brewster (Nowy Jork)
Brewster – wieś w Stanach Zjednoczonych, w stanie Nowy Jork, w hrabstwie Putnam.